# Vrydagzynea micronesiaca
Vrydagzynea micronesiaca är en orkidéart som beskrevs av Rudolf Schlechter. Vrydagzynea micronesiaca ingår i släktet Vrydagzynea och familjen orkidéer. Inga underarter finns listade i Catalogue of Life.